# Credito chirografario
Nel diritto civile si parla di credito chirografario quando un diritto di credito non è assistito da alcuna causa legittima di prelazione.

## Conseguenze per il creditore
In caso di concorso tra creditori, derivante dall’inadempimento di un debitore comune, i chirografari si trovano in una posizione di netto svantaggio, poiché, ai sensi dell'art. 2741, i loro crediti potranno essere soddisfatti solo dopo il completo soddisfacimento di tutti i crediti assistiti da prelazione. Dato che questi ultimi sono spesso presenti e hanno ad oggetto i beni di maggior valore (si pensi ad un immobile sul quale la banca detiene ipoteca), la categoria dei chirografi è quasi sempre costretta ad "accontentarsi delle briciole" e non è anzi escluso che non riesca ad essere minimamente soddisfatta.